# Schmaalhans Weltraum
Schmaalhans Weltraum är ett svenskt synthpopband som bildades kring 1990 under namnet Magnacharta i Romelanda utanför Kungälv. Bandet har haft olika medlemmar genom åren men kärnan består av Anders Rimpi som gör merparten av musiken och Peter Thörneby som skriver merparten av texterna. Bandet var främst aktivt under första halvan av 1990-talet och var då bland annat en återkommande akt på Valvet i Göteborg. 
Deras första album var kassetten Tjänstebilar från 1990 som främst består av en konsert inspelad på Repslagargården i Masthugget, Majorna. År 1991 dyker de upp med låten "Montagne De Boeuf" på samlingsskivan Faces And Images utgiven på etiketten Limur. Samma år gav Limur ut en vinylsingel med dem och året därpå kom CD:n Näsan I Vädret, då bandet bytt namn till Blomma. Under samma namn gav de sedan själva ut CD:n Opp, Amaryllis!. År 2022 gav den tyska etiketten Minimalkombinat ut en samlingsskiva med äldre material av gruppen.

## Diskografi
- 1990 Tjänstebilar (live), kassett, egenutgiven (under namnet Magnacharta)[1]
- 1991 Faces And Images (en låt på samlingsskiva), LP, Limur (under namnet Schmaalhans Weltraum)[2]
- 1991 "Samovar"/"Dr. Läderbär", vinylsingel, Limur (under namnet Schmaalhans Weltraum)[3]
- 1992 Näsan I Vädret, CD, Limur (under namnet Blomma)[6]
- 1995 Opp, Amaryllis!, CD, egenutgiven (under namnet Blomma)[4]
- 2022 Schmaalhans Weltraum (samlingsskiva), LP, Minimalkombinat[5]